# Takajärvi (sjö i Suomussalmi, Kajanaland)
Takajärvi är en sjö i kommunen Suomussalmi i landskapet Kajanaland i Finland. Sjön ligger 197 meter över havet. Arean är 65 hektar och strandlinjen är 6,37 kilometer lång. Sjön  ingår i Uleälvens huvudavrinningsområde.   Den ligger omkring 110 kilometer nordöst om Kajana och omkring 560 kilometer norr om Helsingfors. 
I sjön finns ön Kuikkasaari. Takajärvi ligger öster om Salmijärvi. 